# Rina Sawayama
Rina Sawayama (リナ サワヤマ Sawayama Rina?,  Niigata, Prefectura de Niigata, 16 de agosto de 1990) es una cantante, compositora, modelo y actriz japonesa y británica. Lanzó su EP debut, Rina, en 2017, y su álbum de estudio debut, Sawayama, salió a la venta a medidados de 2020. Se ha asociado con artistas como Elton John y Lady Gaga, lo que la ha convertido en una estrella importante emergente en el mundo del pop. Entre sus temas importantes se destacan STFUǃ, Chosen Family y XS.

## Biografía

### Inicios
Sawayama nació el 16 de agosto de 1990 en Niigata, Japón. Vivió allí hasta la edad de cinco años, cuando su familia decidió mudarse a Londres, Inglaterra, donde vive actualmente.
Mientras estudiaba política, psicología y sociología en la Universidad de Cambridge, decidió dedicarse a la música y al modelaje. Durante su tiempo en la universidad, ella pertenecía a un grupo de hip hop llamado Lazy Lion con Theo Ellis, miembro de la banda de indie rock Wolf Alice. Se graduó de la universidad con un título en política. 

### Carrera musical
Sawayama comenzó su carrera como solista en 2013, con el sencillo «Sleeping in Waking». En junio de 2015, lanzó un vídeo musical, dirigido por Arvida Byström, para su canción «Tunnel Vision».
En 2016, lanzó el sencillo «Where U Are», acompañado de un vídeo musical codirigido por Alessandra Kurr. El sencillo explora la interacción humana con los medios digitales, con Sawayama explicando: «En línea puedes presentar tu mejor versión editada [y] tu teléfono recalentado sustituye el calor humano. Lo más extraño de todo: están todos juntos, pero también muy solos».
En marzo de 2017, su canción «Cyber Stockholm Syndrome» se estrenó en The Fader. Sawayama describió la génesis de los temas de la pista como: «el mundo digital puede ofrecer redes de apoyo vitales, voces de solidaridad, refugio, escape. De eso se trata el 'Síndrome de Estocolmo cibernético: pesimismo, optimismo, ansiedad y libertad». En 2017, se lanzaron los sencillos 'Alterlife' y 'Tunnel Vision', un dúo con Shamir, seguido de su EP debut RINA. Para ese entonces, Sawayama era una artista sin contrato con discográficas, por lo cual RINA fue lanzado de forma independiente. 
En 2018, lanzó el nuevo sencillo 'Valentine' en el Día de San Valentín. El vídeo musical de la canción «Ordinary Superstar» se lanzó en junio de 2018. En agosto de 2018, Sawayama lanzó el tema «Cherry», en el que explora su identidad sexual. Sawayama embarcó en su gira 'Ordinary Superstar' por todo el Reino Unido y Estados Unidos a finales de 2018.
En 2019, Sawayama firma con la discográfica independiente británica Dirty Hit, y en noviembre de ese año, lanza el sencillo «STFU!». La canción, con marcada influencia de nu metal, representa un cambio de dirección sónica para Sawayama. «STFU!» sería el primer sencillo de su primer álbum de estudio, SAWAYAMA, lanzado en abril de 2020. El álbum, que incorpora elementos de diversos géneros, también incluye los sencillos «Comme Des Garçons», «XS», «Chosen Family» y «Bad Friend».

### Carrera como modelo
Sawayama ha firmado con Anti Agency y Elite Model Management. 
A partir de 2018, ha protagonizado campañas para Versus x Versace, Missguided de Jourdan Dunn, y escribió e interpretó una canción original para MAC x Nicopanda de Nicola Formichetti.

### Colaboraciones
En 2016, Sawayama colaboró con el artista John Yuyi en una serie visual que critica los estándares de belleza asiáticos y japoneses. Posteriormente, fue incluida en la revista Vogue. En la entrevista, Sawayama describió la génesis del concepto y la colaboración: «Para muchas mujeres en Japón, estas son las expectativas que las personas les ponen, desde la cultura del anime, la cultura kawaii... que realmente pueden poner a las mujeres en desventaja, objetificándolas e infantilizándolas».
Sawayama ha trabajado con Nicola Formichetti para MAC x Nicopanda. Formichetti también dirigió el vídeo musical de la canción Ordinary Superstar. La génesis de la asociación se describió en i-D.
Muchas de las pistas de Sawayama son coescritas y producidas por Clarence Clarity.

### Recepción de la crítica
La producción de Sawayama ha sido recibida con gran éxito de crítica, y ha aparecido en la serie The Fader Gen F, y la serie i-D Meets, así como en The Guardian, Paper Magazine, The New York Times y en el portada de la revista Clash.
Las canciones de Sawayama han sido descritas como "grandeza nostálgica... pop ultra dulce y brillante», y «perfección del R&B de los años 90. Muy lounge. Un poco de Solange. Una pizca de Mariah Carey».
The Guardian consideró su EP «arriesgado y moderno... Sawayama podría estar dispuesta a rendir homenajes, pero ella ha demostrado que también puede conquistar el pop en el futuro».
RINA ha aparecido en numerosos mejor de las listas, incluyendo 18 para '18 de The Guardian, los Mejores 100 del 2017 por la revista Dazed, y Mejores Álbumes Pop y R&B del 2017 por Pitchfork.
Su primer álbum de estudio, SAWAYAMA, fue recibido con críticas positivas, alcanzando un punteo de 89 en la plataforma de agregado de críticas Metacritic. Rolling Stone describió su álbum como «el tipo de música del que soñarías escuchar en una fiesta insoportablemente genial, [es música] meticulosamente única y divertida de segundo en segundo».

## Vida privada
En agosto de 2018, Sawayama reveló durante una entrevista con Broadly: «Siempre he escrito canciones sobre chicas. No creo que haya mencionado a un chico en mis canciones, y por eso quería hablar de eso». Ella se identifica como pansexual. Sus principales influencias musicales son cantantes de los 90s y 00s tal como Avril Lavigne, Beyoncé, Mariah Carey, Britney Spears, Kylie Minogue, Limp Bizkit, Evanescence entre otros.

## Filmografía

### Televisión
| Año  | Título          | Papel           | Notas                       |
| ---- | --------------- | --------------- | --------------------------- |
| 2019 | Turn Up Charlie | Layla Valentine | Rol recurrente; 2 episodios |

### Cine
| Año  | Título               | Papel | Notas                 |
| ---- | -------------------- | ----- | --------------------- |
| 2023 | John Wick: Chapter 4 | Akira | Debut cinematográfico |

## Discografía

### Álbumes de estudio
| Título        | Detalles del álbum                                                                                             |
| ------------- | --- |
| Sawayama      | - Lanzamiento: 17 de abril de 2020 - Discográfica: Dirty Hit - Formato: Descarga digital, disco de vinilo      |
| Hold the Girl | - Lanzamiento: 16 de septiembre de 2022 - Discográfica: Dirty Hit - Formato: Descarga digital, disco de vinilo |

### EPs
| Título | Detalles del álbum                                                                                             |
| ------ | --- |
| Rina   | - Lanzamiento: 27 de octubre de 2017 - Discográfica: auto-lanzado - Formato: Descarga digital, disco de vinilo |

### Sencillos
| Título                              | Año  | Álbum              |
| ----------------------------------- | ---- | ------------------ |
| «Sleeping in Waking»                | 2013 | Sencillo sin álbum |
| «Where U Are»                       | 2016 | Sencillo sin álbum |
| «This Time Last Year»               | 2016 | Sencillo sin álbum |
| «Cyber Stockholm Syndrome»          | 2017 | RINA               |
| «Alterlife»                         | 2017 | RINA               |
| «Tunnel Vision» (con Shamir)        | 2017 | RINA               |
| «Valentine (What's It Gonna Be)»    | 2018 | Sencillo sin álbum |
| «Cherry»                            | 2018 | Sencillo sin álbum |
| «Flicker»                           | 2018 | Sencillo sin álbum |
| «STFU!»                             | 2019 | SAWAYAMA           |
| «Comme Des Garçons (Like The Boys)» | 2020 | SAWAYAMA           |
| «XS»                                | 2020 | SAWAYAMA           |
| «Chosen Family»                     | 2020 | SAWAYAMA           |
| «Bad Friend»                        | 2020 | SAWAYAMA           |
| «Lucid»                             | 2020 | SAWAYAMA           |
| «This Hell»                         | 2022 | Hold the Girl      |
| «Hold the Girl»                     | 2022 | Hold the Girl      |
| «Hurricanes»                        | 2022 | Hold the Girl      |
| «Frankenstein»                      | 2022 | Hold the Girl      |